# Joaquin de Elío y Ezpeleta
Joaquin de Elío y Ezpeleta, född 1806, död 1876, var en spansk general. Han var son till Francisco Javier de Elío.
Elío y Ezpeleta anslöt sig vid Isabellas tronbestigning i tradition med sina konservativa släkttraditioner till Don Carlos. Denne misstänkte honom dock för förrädiska tänkesätt och satt 1837-1839 fängslad, varefter han en tid vistades i Frankrike. 1860 gjorde han tillsammans med Ortega ett misslyckat försök att få till stånd ett carlistiskt uppror. Elío y Ezpeleta deltog även med stor utmärkelse i Tredje carlistkriget 1873-1874 och uppehöll sig efter dess krossande i Frankrike. Han var en av carlisternas dugligaste militära befälhavare.